# Хананов, Эдуард Ахатович
Эдуард Ахатович Хананов (укр. Едуард Ахатович Хананов; 9 января 1942, Самарканд, Узбекская ССР — 16 июня 2004, Луганск, Украина) — украинский политик, народный депутат Украины I созыва с 1992 года.

## Биография
В 1959 году окончил Коммунарский горно-металлургический институт.
В 1963 году мастер, прораб, начальник участка, Верхнянского строительного управления треста «Лисичанскхимнефтестрой».
В 1965 году первый секретарь Лисичанского ЛКСМУ Луганской области.
В 1971—1973 годах — Начальник Донецкого строительного управления треста «Лисичанскхимнефтестрой».
В 1973 году второй, затем первый секретарь Лисичанского ГК КПУ.
В 1987 году первый заместитель, председатель исполкома Ворошиловградского областного Совета.
С 1992 по 1994 годы Эдуард Хананов был представителем Президента Украины в Луганской области.
Скончался 16 июня 2004 года. Похоронен в Лисичанске.

## Награды
- Орден Трудового Красного Знамени